# Danny Wuerffel
Danny Carl Wuerffel (* 27. Mai 1974 in Pensacola, Florida) ist ein ehemaliger US-amerikanischer Footballspieler auf der Position des Quarterbacks.
Wuerffel spielte zunächst an der University of Florida bei den Florida Gators. 1996 wurde er mit der Heisman Trophy ausgezeichnet und 1997 in der vierten Runde durch die New Orleans Saints in die National Football League (NFL) gedraftet.
Bis einschließlich 1999 spielte Wuerffel für die Saints und wechselte im Jahr 2000 zu den Green Bay Packers. 2001 spielte er für die Chicago Bears und 2002 bei den Washington Redskins. Nach der Saison 2002 beendete er seine Karriere. In sechs Jahren NFL kam Wuerffel in 25 Spielen zum Einsatz.
Mehr Erfolg hatte Wuerffel in der NFL Europe (NFLE), zu der er im Jahr 2000 abgestellt war und für Rhein Fire aus Düsseldorf mit der Nummer 7 spielte. Mit seiner Mannschaft gewann er den World Bowl und wurde als wertvollster Spieler (MVP) ausgezeichnet.
Seit 2005 wird die nach ihm benannte Wuerffel Trophy für den College-Football-Spieler mit dem größten ehrenamtlichen Engagement verliehen.